# Червічешть-Дял
Червічешть-Дял, Червічешті-Дял (рум. Cervicești-Deal) — село у повіті Ботошані в Румунії. Входить до складу комуни Міхай-Емінеску.
Село розташоване на відстані 376 км на північ від Бухареста, 13 км на північний захід від Ботошань, 108 км на північний захід від Ясс.

## Населення
За даними перепису населення 2002 року у селі проживали 11 осіб, усі — румуни. Усі жителі села рідною мовою назвали румунську.